# República Popular de Mongolia Interior
La República Popular de Mongolia Interior fue un estado de Mongolia Interior fundado poco después de la Segunda Guerra Mundial. Existió desde el 9 de septiembre de 1945 hasta el 6 de noviembre de 1945.

## Historia
Durante la segunda guerra sino-japonesa, los japoneses establecieron un estado títere en Mongolia Interior llamado Mengjiang. Mengjiang fue disuelto por la invasión de las tropas soviéticas y mongolas en agosto de 1945. El 9 de septiembre de 1945, se celebró un congreso de "Representantes del Pueblo" en lo que ahora es la bandera de Söned. Al congreso asistieron representantes, 80 de ellos, de las áreas de Chahar, Xilingol y Siziwang. El congreso proclamó la República Popular de Mongolia Interior y se eligió un gobierno provisional de 27 miembros, de los cuales 11 estaban en el Comité Permanente.
El Partido Comunista de China intervino en el gobierno por temor al separatismo. El PCCh envió a Ulanhu a tomar el control de la situación y ordenó la disolución del gobierno de Mongolia Interior. La región se organizó más tarde como la Región Autónoma de Mongolia Interior.